# Иван Бояджиев (художник)
Вижте пояснителната страница за други личности с името Иван Бояджиев.
Иван Бояджиев е български художник, роден през 1894 г. в Бургас.

## Биография
- 1912 – 1915: Следва в Държавното художествено-индустриално училище при проф. Борис Михайлов.
- 1919 – 1920: Учи живопис в Берлинската художествена академия при проф. Валтер Кутан.
- 1921 – 1923: Прехвърля се Карлсруе, където се дипломира като архитект.

## Творби
- „Автопортрет“, 1915 г.[1]
- „Елга“, 1922 г.[1] маслени бои, картон, 48/48, частно притежание.
- „Автопортрет с музи“, 1928 г.[1] маслени бои, платно, 94/109, НГХ.